# Fort Detroit

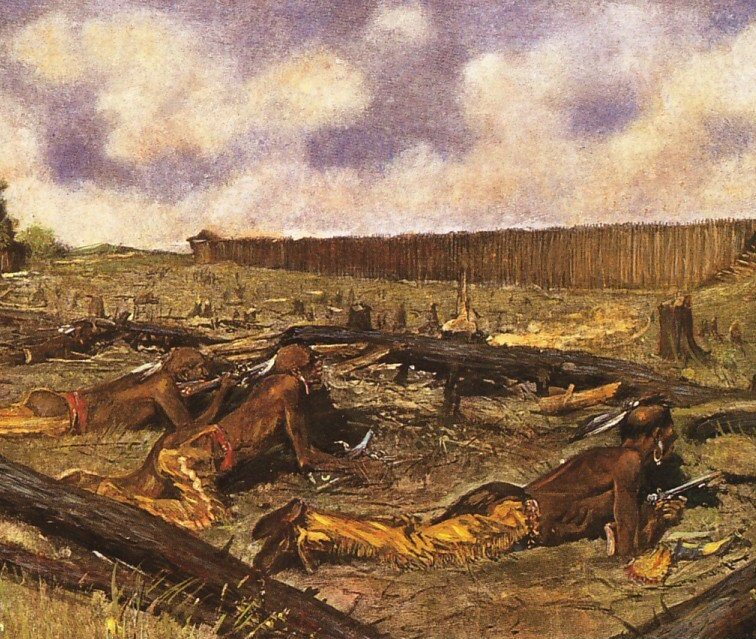
Oblężenie fortu w roku 1763

Fort Pontchartrain du Détroit lub Fort Detroit – założenie obronne zbudowane przez francuskiego oficera Antoine’a de la Mothe Cadillaca w roku 1701. Fort znajdował się na terenie dzisiejszego śródmieścia Detroit w stanie Michigan, granicząc z Larned Street, Griswold Street i centrum administracyjnym miasta.

## Rządy Francuzów
Fort Detroit został wzniesiony nad brzegiem rzeki Detroit celem wstrzymania ekspansji Brytyjczyków z Nowej Anglii na zachód oraz zmonopolizowania handlu futer w Ameryce Północnej. Przed zbudowaniem Fortu Detroit, Cadillac był komendantem Fortu de Buade, innej francuskiej fortyfikacji na pograniczu dzisiejszych Stanów Zjednoczonych i Kanady. Fort de Buade (jak i inne francuskie placówki wojskowe) został opuszczony w roku 1697, co wiązało się z konfliktem z przywódcami religijnymi na tle sprzedaży alkoholu tubylcom. W tej sytuacji Cadillac przekonał swych przełożonych do idei wzniesienia nowej budowli obronnej w bardziej dogodnym miejscu. Po uzyskaniu zgody wyruszył z Montrealu na czele ekspedycji 25 canoe, 2 księży, 50 żołnierzy, i 50 kanadyjskich osadników (rolników, kupców i rzemieślników) i 23 lipca 1701 roku przybył nad brzeg rzeki Detroit, która, wraz z rzeką St. Clair tworzy połączenie między Wielkimi Jeziorami Erie i Huron.
Po wylądowaniu odbyła się ceremonia objęcia okolicznych terenów w posiadanie. Dla uhonorowania Louisa Phélypeaux, hrabiego de Pontchartrain (lub jego syna, Jérôme’a), ministra floty Ludwika XIV, nazwał nowe osiedle Fort Ponchartrain du Detroit. Natychmiast rozpoczęto wznoszenie budynków magazynowych i palisady, ale pierwszą ukończoną budowlą był katolicki kościół Ste. Anne de Detroit. Wysoka na około 4 m palisada również została wkrótce ukończona; na każdym narożu wznosiła się wieża obserwacyjno-obronna.
Wiosną 1703 roku w Forcie Detroit wybuchł pożar (prawdopodobnie było to umyślne podpalenie), który strawił część zabudowań. W czerwcu tego samego roku do Detroit przybyło około 30 rodzin indiańskich z plemienia Majamów. Na zewnątrz palisady założyli swoją wieś.

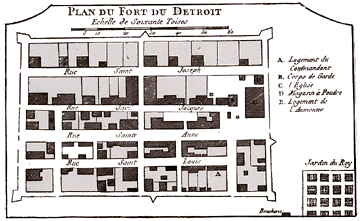
Fort Detroit (plan z 1763 roku)

Do pierwszego poważnego starcia zbrojnego w okolicach Fortu Detroit doszło w marcu 1706 roku, pod nieobecność Cadillaca. Indianie z plemienia Ottawów dowiedzieli się o rzekomej zasadzce zastawionej na Huronów. Ottawowie w tej sytuacji zaatakowali i zabili kilku Majamów obozujących w pobliżu fortu. Majamowie schronili się za palisadą fortu oddając się w opiekę żołnierzom. W czasie strzelaniny, jaka wówczas wybuchła, zginęło około 30 Ottawów atakujących fort, a także znajdujący się poza palisadą ksiądz i podoficer francuski.
Komendantem fortu był w tym czasie Étienne de Veniard, Sieur de Bourgmont, krytykowany za nieumiejętne rozwiązanie konfliktu. Nim Cadillac wrócił Bourgmont (a wraz z nim kilku żołnierzy) zdezerterował. Bourgmont został coureur des bois żyjącym wśród Indian. Za żonę pojął Indiankę i miał z nią dziecko. W roku 1718 wrócił do łask, został odznaczony Krzyżem św. Ludwika i nobilitowany za skartowanie (jako pierwszy Europejczyk) dorzecza Missouri aż do ujścia rzeki Platte i za skuteczne przeciągnięcie Indian na stronę Francuzów przeciwko Hiszpanom.
W roku 1712 Cadillac odszedł na inne stanowisko i został zastąpiony przez Dubuissona. Plemię Lisów dowiedziało się o tym i postanowiło uderzyć na fort (bowiem część ludzi Cadillaca opuściła placówkę wraz z nim). Indianie oblegli fort w końcu kwietnia; ich siły liczyły około 1000 Lisów i kilku innych plemion. Ottawowie i Huroni byli wówczas na wyprawie wojennej i nie mogli wesprzeć Francuzów. Jean Baptiste Bissot, Sieur de Vincennes, dowódca francuskiego posterunku w Kekionga (dzisiaj Fort Wayne w stanie Indiana) oraz siedmiu handlarzy futer przybyło do fortu przedzierając się przez linie otaczających umocnienia Lisów. Dubuisson wysłał posłańców do zaprzyjaźnionych Indian, skutkiem czego Ottawowie i Huroni wrócili, by wesprzeć obrońców. Gdy pojawili się na podejściach do fortu, wojownicy Lisów zostali wzięci w dwa ognie i sami znaleźli się w okrążeniu, co trwało do końca maja. Ścigani przez Francuzów i Huronów zbiegli w końcu do miejsca zwanego dziś Windmill Point. Po czterech dniach oblężenia Lisy skapitulowali pod warunkiem, że ich rodzinom nic się nie stanie. Francuzi zgodzili się, ale gdy wojownicy złożyli broń zaatakowali i wymordowali wszystkich. To wydarzenie, mające miejsce w okolicach Grosse Pointe, nazywane było przez miejscowych jako Masakra Lisów. Oblężenie Fortu Detroit było zaczątkiem późniejszej wojny Lisów.
W kilka lat później naprężenia pomiędzy Brytyjczykami a Francuzami w Ameryce Północnej doprowadziły do otwartego konfliktu o nazwie wojna z Indianami i Francuzami. Detroit znajdowało się daleko od głównego teatru działań i nie było polem działań. 29 listopada 1760 roku, w dwa miesiące po kapitulacji Montrealu, Fort Detroit został przekazany armii brytyjskiej.

## We władzy Brytyjczyków
Rządy brytyjskie znacznie różniły się od francuskich. Brytyjczycy wymagali wyższych podatków i konfiskowali broń „nieprzyjaznym” osadnikom, a jednocześnie odmawiali sprzedaży prochu i amunicji tak osadnikom, jak i Indianom, co ograniczało ich możliwości zdobywania mięsa i futer na drodze polowań. Brytyjczycy nie wykazywali też większego zainteresowania w utrzymywaniu poprawnych stosunków z tubylcami. Gdy Francuzi wycofali się z wojny, wódz Ottawów Pontiac zerwał się do powstania i spróbował zdobyć Detroit atakiem przeprowadzonym 7 maja 1763 roku. Indianom nie udało się zająć fortu z zaskoczenia, ponieważ Brytyjczycy zostali uprzedzeni, ale oblegli umocnienia i trzymali je pod ogniem przez kilka miesięcy. Załoga brytyjska składała się ze 130 ludzi uzbrojonych w dwa działa 6-funtowe, jedno 3-funtowe i trzy moździerze. Wspomagał ją nadto 6-działowy szkuner Huron, zakotwiczony na rzece Detroit. Po dwóch miesiącach oblężenia, 29 lipca 1763 roku, do fortu dotarły znaczne siły brytyjskie. Starcia w okolicznych lasach trwały do połowy listopada, kiedy to w końcu Indianie zostali rozproszeni.
W czasie amerykańskiej wojny rewolucyjnej, Detroit ponownie znalazło się na peryferiach działań zbrojnych. Głównym zadaniem załogi fortu było dozbrajanie Indian atakujących amerykańskie osady na południowym wschodzie. Amerykańscy bojownicy o niepodległość, a przede wszystkim George Rogers Clark, nosili się z zamiarem podjęcia ekspedycji odwetowej na Detroit, by zneutralizować te działania Brytyjczyków, ale nie zdołali zebrać odpowiednich sił. Clarkowi udało się natomiast wziąć do niewoli Henry’ego Hamiltona, wicegubernatora Kanady i jednocześnie naczelnego dowódcę Fortu Detroit. Pod koniec roku 1778, gdy Hamilton przebywał w niewoli, kapitan Richard Lernoult rozpoczął budowę nowych fortyfikacji, zaledwie kilkaset metrów od Detroit. 3 października 1779 roku umocnienia otrzymały miano Fort Lernoult.

## Czasy amerykańskie
Zgodnie z postanowieniami traktatu Jaya, Fort Detroit, Fort Lernoult i okoliczne osady na południowym brzegu rzeki 11 lipca 1796 roku – a więc w trzynaście lat po zawarciu pokoju paryskiego – zostały przekazane Stanom Zjednoczonym.
Pożar, jaki w roku 1805 strawił Detroit, przetrwał zapewne tylko Fort Lernoult, w każdym razie po tej dacie Fort Detroit nie był już wymieniany. Fort Lernoult został w tym samym roku przemianowany na Fort Detroit, a w roku 1813 na Fort Shelby.
W czasie walk toczonych w ramach wojny 1812 roku, zarówno Amerykanie jak i Brytyjczycy podejmowali ataki na terytorium przeciwnika, jednak bez trwałych sukcesów obu stron. Pod koniec wojny Brytyjczycy zajmowali część stanu Maine i nieliczne placówki na prawie niezamieszkałym Zachodzie, podczas gdy Amerykanie okupowali terytoria kanadyjskie w pobliżu Detroit, po czym po zawarciu pokoju wszystko powróciło do stanu sprzed wojny.